# 保罗·埃伯哈德
保罗·埃伯哈德（德語：Paul Eberhard，1917年10月30日—？），瑞士男子雪车运动员。他曾代表瑞士参加1948年冬季奥林匹克运动会雪车比赛，联同弗里茨·法伊尔阿本德获得男子双人银牌。